# 난니 로이
난니 로이(Nanni Loy, 1925년 10월 23일 ~ 1995년 8월 21일)는 이탈리아의 영화 감독이다. 마리오 모니첼리, 루이지 코멘치니, 디노 리시, 에토레 스콜라와 함께 이탈리안 스타일 코미디(Commedia all'italiana) 장르 영화의 거장 중 한 명이였다.

## 출연 작품
- 굿나잇, 레이디스 앤 젠틀맨 (1976)
- 인 프리즌 어웨이팅 트라이얼 (1971)
- 아버지 (1967)
- 나폴리에서의 4일 (1962)
- 피아스코 밀란 (1959)